# Кламбър шпаньол
Кламбър шпаньолът, известен още като шпаньолът на аристократите, е ловджийско куче, развито във Великобритания. Дълго и масивно, то е високо само 43 – 51 см, но тежи от 35 до 38,5 kg. Кокалът на кламбърът е по-тежък от този на другите шпаньоли, а главата му има изражение на хрътка. Той има дълга муцуна и широки уши, а големият му нос поема голямо количество миризма. Козината му е гъста и права. Кламбърите са най-вече бели на цвят с лимоненожълти или оранжеви петна.

## История
Историята на породата преди средата на XIX век е неизяснена. Според една от теориите, тя е създадена във Франция, след като херцог Дьо Ноай изпраща своите шпаньоли на херцог Нюкасъл в нотингамския Кламбър Парк. Според друга теория, породата била усъвършенствана от по-стари ловни шпаньоли, може би след кръстосването им с басетхаунда. Със сигурност обаче се знае, че името на породата идва от Кламбър Парк и че Уилям Мансел, пазачът на дивеч на херцог Нюкасъл, се е занимавал с развитието и подобряването им. Принц Алберт, съпругът на английската кралица Виктория, бил любител и поддръжник на породата, както и неговият син Едуард VII, който ги развъждал в Сандрингъмския дворец. Породата била показана за пръв път в Англия през 1859 г.

## Качества и недостатъци
Когато бъде трениран, кламбърът проявява своите претърсващи качества. Бързо открива дивеча и има добра стойка. Кламбърът е внимателно, предано и любящо куче, но се държи гордо и резервивано спрямо непознати. Една от неговите отрицателни черти е, че прилага изобретателността си за нападения срещу кухненски тезгяси, шкафове и дори понякога хладилници.